# Стальная ловушка
«Стальная ловушка» (англ. The Steel Trap) — нуаровый триллер режиссёра Эндрю Л. Стоуна, который вышел на экраны в 1952 году.
Фильм рассказывает о заместителе управляющего банком в Лос-Анджелесе (Джозеф Коттен), который решает украсть из собственного банка миллион долларов и сбежать вместе с женой (Тереза Райт) и маленькой дочерью за границу. Несмотря на то, что похищение денег проходит удачно, его дальнейший план даёт один сбой за другим, и в итоге он оказывается перед выбором — либо остаться с деньгами, но без любящей и любимой семьи, либо остаться с семьёй, но без украденных денег.
Это был второй совместный фильм Джозефа Коттена и Терезы Райт после знаменитого психологического триллера Альфреда Хичкока «Тень сомнения» (1943), где они играли дядю и племянницу.

## Сюжет
В Лос-Анджелесе заместитель управляющего банком Джим Осборн (Джозеф Коттен) устал от своей внешне благополучной, но однообразной жизни. Чтобы придать ей остроты и одновременно разбогатеть он соблазняется идеей ограбить собственный банк. Пройдя за одиннадцать лет путь от рядового кассира до руководителя, Джим прекрасно знает все порядки в банке, а также цифровой код к основному банковскому сейфу. Он также знает, что в пятницу перед окончанием рабочего дня в этот сейф сдаётся на хранение не менее одного миллиона долларов наличными, после чего сейф запирается на выходные. И если совершить кражу в пятницу вечером, то пропажу денег обнаружат только в понедельник утром. Разработав план ограбления, Джим выясняет, в какую из стран можно было бы бежать из США, не опасаясь экстрадиции на родину, выясняя, что оптимальным вариантом является Бразилия, одна из немногих стран, с которой у США нет соответствующего договора. После того, как Джим понимает, что план ограбления и бегства у него окончательно созрел, он сообщает своей любимой и верной жене Лори (Тереза Райт), что банк направляет его в двухнедельную командировку в Рио-де-Жанейро, и он хочет, чтобы она вместе с маленькой дочерью Сьюзен поехала бы вместе с ним. Лори рада и взволнована по поводу предстоящей поездки, однако настаивает на том, что Сьюзен слишком юна для такого путешествия, и её надо оставить дома с её матерью. Джим вынужден согласиться, решая, что добьётся приезда к ним дочери позднее, когда они обоснуются на новом месте. На следующее утро Джим и Лори подают заявку на срочное оформление паспортов, после чего Джим встречается с туристическим агентом, который сообщает, что единственный возможный авиамаршрут в пятницу вечером — это ночной перелёт в Новый Орлеан со стыковочным рейсом на Рио в субботу утром. Хотя билетов на Новый Орлеан уже нет, в последний момент приходит отказ от брони, и Джиму удаётся получить два места. Дома Лори сообщает Джиму, что сказала матери о том, что они едут в Бразилию, что расстраивает его, так как он рассчитывал, что никто не будет знать о том, куда они уехали.
В пятницу утром Джим приезжает в банк с большим чемоданом, который он для маскировки завернул в обёрточную бумагу. По телефону он получает подтверждение, что чиновник из паспортного стола сегодня направит паспорта Осборнов в консульство Бразилии, а Лори их сможет получить сегодня же уже с бразильскими визами. После закрытия банка кассиры сдают наличность в основное хранилище, куда после их ухода незаметно проникает Джим. Он открывает сейф и перекладывает практически все имеющиеся там деньги в свой чемодан. Вскоре Лори сообщает ему по телефону, что не успевает в консульство вовремя из-за того, что у матери сломалась машина, и та не может своевременно забрать Сьюзен. Джим вынужден звонить в консульство и упрашивать одного из клерков задержаться на работе, чтобы они смогли получить свои паспорта сегодня. Затем Джим и управляющий банком Том Боуэрс (Джонатан Хейл) вместе запирают дверь в основное хранилище, хотя Джим только делает вид, что сбрасывает комбинацию на замке, надеясь вернуться, чтобы вынести оставшуюся в сейфе часть денег. После этого Джим немедленно направляется в консульство Бразилии, однако по дороге попадает в пробку, и к тому времени, когда он приезжает, все консульские сотрудники уже ушли домой, а сам офис закрыт до понедельника. Джим обращается за помощью к услужливому оператору лифта в здании, где находится консульство, который за приличное вознаграждение берётся разыскать бразильского консула. Тем временем к зданию подъезжает Лори, и Джим провожает её в кафе на первом этаже, одновременно по телефону меняя места на более поздний рейс в Новый Орлеан, так как на свой самолёт они уже не успевают. Так как консула не удаётся найти слишком долго, и Джим начинает опаздывать уже и на следующий рейс, он разбивает окно в консульстве и крадёт свои паспорта. В этот момент появляется охранник здания, который, не слушая объяснения Джима, намерен доставить его в полицейский участок. На счастье Джима в этот момент приходит лифтёр вместе с консулом, который подтверждает, что Джим ожидал свои паспорта. Отделавшись штрафом за разбитое стекло, Джим убегает за Лори, вместе с которой срочно выезжает в аэропорт. Из-за нелётной погоды самолёт делает вынужденную посадку в Амарилло, и из-за этой задержки Осборны могут не успеть на стыковочный рейс.
По прибытии в Новый Орлеан в субботу утром Джим и Лори узнают, что они всё-таки опоздали на рейс в Бразилию, однако сотрудник авиакомпании Бриггс (Карлтон Янг), уверяет их, что поскольку на воскресный рейс они стоят четвёртыми в листе ожидания, у них есть все шансы улететь этим самолётом. В ожидании следующего дня Джим решает порадовать Лори, отправляясь с ней на экскурсию по городу, а вечером приглашает на ужин в дорогой ресторан. В ресторане к Джиму подходит одного из турбюро Валькур (Том Пауэрс). Узнав об отчаянном желании Джима получить билеты на воскресный рейс, он за большие деньги «продаёт» ему места своих клиентов в листе ожидания. Тем же вечером Джим намекает Лори, что Бразилия станет их постоянным местом жительства. На следующее утро при оформлении посадки на самолёт нервозное состояние Джима и его тяжёлый чемодан вызывают у Бриггса подозрения, и он сигнализирует об этом таможенной службе. Сотрудники таможни просят Джима открыть чемодан, чтобы проверить, нет ли там золота, так как его вывоз без соответствующего разрешения является контрабандой. Увидев однако большое количество наличных долларов, вывоз которых без декларирования не запрещён, таможенный инспектор просит Джима лишь пояснить цель их вывоза. Джим объясняет, что перевозит деньги по срочному заданию банка, однако инспектор решает проверить эту информацию, позвонив управляющему банка Бауэрсу. К счастью для Джима, с Бауэрсом невозможно немедленно связаться, так как он уехал играть в гольф, и потому, когда объявляется посадка на рейс, инспектор разрешает Осборнам пройти к самолёту. Однако при посадке выясняется, никто из забронировавших места пассажиров не отказался от поездки, и Осборны не попадают на самолёт. Бриггс обещает им сделать места на следующий рейс в понедельник, и в итоге Джим и Лори вынуждены отправиться в небольшую гостиницу, где Джим регистрируется под чужим именем. Странные события, связанные с их поездкой, и странное поведение Джима вызывают у Лори всё большие подозрения, и в конце концов она понимает, что её муж просто украл деньги из банка и решил с ними сбежать. Джим сознаётся в содеянном, однако пытается оправдать свои действия желанием сделать жизнь их семьи более радостной. Однако Лори отказывается принять его логику, утверждая, что она никогда не была бы счастлива, живя во лжи, после чего немедленно уезжает в Лос-Анджелес. Тем временем в Лос-Анджелесе коллега Джима, Кен Вудли (Эдди Марр) заезжает в гости к Осборнам, где узнаёт от Сьюзен, что Джим и Лори уехали в Бразилию, что его крайне удивляет. Он пытается срочно связаться с Бауэрсом, чтобы выяснить цель этой командировки, однако управляющий недоступен, так как всё ещё играет в гольф. В этот момент дома появляется Лори, развеивая все подозрения Кена. Тем временем Джим блуждает по улицам Нового Орлеана, размышляя о деньгах и семейном счастье, в итоге приходя к заключению, что семейное счастье и любовь жены и дочери для него дороже миллиона долларов. Рано утром в понедельник Джим звонит Лори, чтобы сказать ей, что он собирается вернуться домой и положить деньги на место до открытия банка. Джим пребывает в Лос-Анджелес как раз вовремя, успевая незаметно для сотрудников положить деньги обратно в сейф. Позднее, когда он обычным маршрутом направляется с работы домой, Джим понимает, насколько он счастлив своей обычной жизнью. Придя домой, он с благодарность обнимает Лори, которая счастлива, что их жизнь вернулась в нормальное русло.

## В ролях
- Джозеф Коттен — Джим Осборн
- Тереза Райт — Лори Осборн
- Джонатан Хейл — Том Бауэрс
- Уолтер Сэнд — инспектор таможни
- Эдди Марр — Кен Вудли
- Карлтон Янг — Бриггс, клерк в аэропорту
- Кэтрин Уоррен — миссис Келлогг
- Том Пауэрс — Валькур, туристический агент
- Марджори Стэпп — туристический агент

## Создатели фильма и исполнители главных ролей
В 1930-40-е годы режиссёр Эндрю Л. Стоун был известен как постановщик комедий и мюзиклов. Однако, как пишет историк кино Ричард Харланд Смит, с начала 1950-х годов Стоун «создал серию авторских криминальных триллеров, таких как „Шоссе 301“ (1950), „Девушка доверия“ (1952), „Проект убийства“ (1953, также с Коттеном), „Ночью правит террор“ (1954), „Джулия“ (1956) и „Крик ужаса“ (1958)». Стиль Стоуна в этот период отличался повышенным реализмом, который «достигнет своего пика в 1960 году в фильме-катастрофе „Последнее путешествие“, в котором съёмки велись в ходе реального затопления шикарного французского океанского лайнера „Иль де Франс“».
За свою успешную многолетнюю карьеру Джозеф Коттен сыграл в таких признанных нуаровых лентах, как «Гражданин Кейн» (1941), «Путешествие в страх» (1942), «Газовый свет» (1944), «Третий человек» (1949), «За лесом» (1949), «Ниагара» (1953) и «Убийца на свободе» (1956). В 1943 году Коттен играл вместе с Терезой Райт в психологическом триллере Альфреда Хичкока «Тень сомнения». Как отмечает Смит, «в том фильме Хичкок использовал актёрскую пару как дядю и племянницу, поскольку Райт в свои 25 лет выглядела очень юно, в то время, как Коттен в свои 38 казался значительно взрослее её. В последующие годы актриса стала выглядеть значительно взрослее до такой степени, что десять лет спустя 12-летняя разница в возрасте между звёздами стала значительно менее очевидной», что позволило им сыграть супружескую пару.

## История создания фильма
Согласно статье в журнале American Cinematographer от ноября 1952 года, «почти 98 процентов картины снималось за пределами студии, в реальных местах действия». Как написал Ричард Харланд Смит, «по собственной оценке Стоуна и оператора Эрнеста Ласло (который только что завершил съёмки фильма „Мёртв по прибытии“), 98 % фильма они сняли на натуре в Лос-Анджелесе и в Новом Орлеане».
По информации Американского института киноискусства, в Лос-Анджелесе съёмки проходили в интерьере Международного аэропорта, в Markham Building, гостинице «Александрия» и офисе авиакомпании TWA в центре города. Местами съёмок в Новом Орлеане были знаменитый ресторан Antoine’s и аэропорт. А единственная студийная декорация, по утверждению American Cinematographer, была использована в гостиничной сцене, когда Лори выясняет, что Джим — это вор. «Голливуд репортер» сообщил, что для студийных съёмок был использован Motion Picture Center, штаб-квартира компании продюсера фильма Берта Е. Фридлоба Thor Productions.

## Оценка фильм критикой

### Общая оценка фильма
После выхода картины на экраны она получила в целом позитивные отзывы. В частности, по словам обозревателя «Нью-Йорк Таймс» Босли Кроутера, «фильм является чистым упражнением в нагнетании саспенса, при котором сценарист и режиссёр Эндрю Стоун наращивает напряжение на нервы как вора, так и зрителя». По мнению Кроутера, «в качестве вымышленной истории о полном тревог побеге эта маленькая мелодрама поднимается до мастерской работы, которая в своём движении не останавливается ни на мгновение», при этом все её сюжетные осложнения и повороты сочинены с «умом и едким юмором». Резюмируя своё мнение, Кроутер пишет, что «это увлекательная картина, которая однако относится к развлечениям из серии, когда человек начинает бить себя по голове молотком, чтобы, остановившись, почувствовать себя хорошо». Обозреватель журнала Variety также отмечает, что «постановка Эндрю Стоуна по собственному сценарию делает акцент на саспенс в этом рассказе о невероятных, но увлекательных событиях. Саспенс продолжает нарастать по мере того, как герой Коттена сталкивается с трудностями, которые постоянно ставят его план на грань провала», в частности, риск быть замеченным в банке, «проблемы с паспортами, задержки и опоздания на самолёты, и, в конце концов, интерес к нему со стороны таможни, после чего жене становится ясно, что он вор».
Современные историки кино также характеризуют фильм положительно. В частности, Спенсер Селби называет его «напряжённым, реалистически сделанным триллером о попытке банкира обокрасть хранилище и остаться незамеченным». Денис Шварц пишет, что «Стоун создаёт захватывающий остросюжетный фильм, который усиливает великолепная игра Джозефа Коттена и отличная чёрно-белая натурная съёмка Эрнеста Ласло». Критик также отмечает, что Стоун «мудро сохраняет всё в простоте, никак не пытаясь объяснить неожиданный преступный позыв героя совершить кражу». Обозреватель журнала TimeOut при оценке фильма обращает внимание на «механизм целлулоидного саспенса напряженной эффективности и чистой простоты, который убедительно раскручивается благодаря умению сценариста и режиссёра Стоуна снимать в аутентичных местах». Майкл Кини называет картину «полностью занимательным нуаром о банковском служащем», который «подтверждает старую поговорку о том, что если что-то может пойти не так, то так оно и пойдёт». В этом фильме «несчастный Коттен сталкивается с большими трудностями и невезением, чем все остальные нуаровые грабители банков, вместе взятые». Он также отмечает, что эта «напряжённая, а иногда забавная история добивается успеха благодаря восхитительной игре Коттена и изобретательному сценарию Стоуна». Ричард Харланд Смит отмечает, что картина проходит по тонкой грани «между нуаровым экспрессионизмом и распространившейся в то время модой на документальную драму». Обращая далее внимание на сходство «Стальной ловушки» с «Тенью сомнения», Смит пишет, что в обоих фильмах «Коттен играет роль внешне нормального человека, который встаёт на неверный путь и в итоге терпит поражение в результате непредсказуемых событий, а Райт вновь играет верного члена семьи, которая начинает понимать, что что-то не совсем в порядке с её любимым человеком». Смит также указывает на то, что фильм «настолько весомо опирается на закадровое описание происходящего, что его легко принять за киноадаптацию радиопьесы (позднее Коттен и Райт действительно сыграли в радиопостановке по этому сценарию в сентябре 1953 года)».

### Оценка работы режиссёра и творческой группы
Критики высоко оценили работу Эндрю Стоуна над этим фильмом. В частности, Босли Кроутер обратил внимание на то, что «мистер Стоун снял картину в реальных местах в Лос-Анджелесе и Новом Орлеане, что придаёт картине аутентичный вид», Хэл Эриксон подчеркнул, что «Стоун сглаживает нереалистические элементы „Стальной ловушки“ обширными реальными съёмками на натуре», а Ричард Харланд Смит отметил, что «Стоун привнёс журналистскую оперативность во многие фильмы, которые он делал, после того, как поработал подмастерьем на студиях Universal, Paramount и United Artists», далее написав: «Используя опыт более ранних нуаров студии, которые снимались на улицах Лос-Анджелеса как способ преодоления ограничений военного времени на строительство декораций, Стоун снял значительную часть картины на натуре, что подняло степень правдоподобия истории о степенном заместителе управляющего банком, который решает порвать с монотонностью своей жизни, совершив идеальное преступление».

### Оценка актёрской игры
Критики высоко оценили игру актёров в главных ролях. В частности, журнал Variety пришёл к заключению, что «Коттен очень хорош, а Райт умело справляется с ролью его жены». По мнению Кроутера, «игра мистера Коттена заразительна своей напряжённостью и беспокойством, Тереза Райт кажется необыкновенно добродушной и доверяющей ему в роли жены, остальные актёры также хорошо справляются со своими задачами».
В рецензии TimeOut отмечается, что «Коттен даёт ещё одно точное отображение противозаконных импульсов под самым что ни есть обычным обликом», а «Райт получает роль невероятно легковерной супруги, которая очень уж медленно догадывается, что их „командировка“ может быть и нечестная». По мнению Ричарда Харланда Смита, «среди нарушителей закона не было более вежливых людей, чем Коттен, однако, фильм использует его врождённую обходительность для демонстрации гибели алчности его персонажа от тысячи обстоятельств. Игра Коттена стала умелым разогревом перед следующей его ролью психопатического мужа Мерилин Монро в „Ниагаре“ (1953)».
Смит также обращает внимание на то, что «Стоун наполняет кадр некоторыми менее знакомыми лицами, хотя внимательный глаз» узнает Уолтера Сэнда из фильма «Захватчики с Марса» (1953), Карлтона Янга из «Косякового безумия» (1936), и Марджори Беннетт, которая позднее сыграла неряшливую мать Виктора Буоно в драме «Что случилось с Бэби Джейн?» (1962).